# AutoNews (телепрограма)
AutoNews – українська щотижнева телевізійна програма, присвячена автомобільній тематиці. Вперше вийшла в ефір 30 грудня 1997 року у Харкові. Автором та одним із ведучих проекту є автожурналіст Ігор Кравцов. Торговий знак та концепція AutoNews зареєстровані як інтелектуальна власність автора .

## Формат та зміст
Програма надає телеглядачеві комплексний огляд подій в автомобільній індустрії, допомагаючи зробити усвідомлений вибір при покупці чи виборі автомобіля. У випусках представлені незалежні оцінки автомобілів різних брендів, включаючи порівняльні тести, експертні думки та практичні рекомендації. Програма орієнтована як на досвідчених автолюбителів, так і на широку аудиторію глядачів.
Програма AutoNews включала рубрики: Автоновини — актуальні події та новинки автомобільного світу, включаючи прем'єри, оновлення та зміни на ринку; Тест-драйв – докладні огляди автомобілів з аналізом їх характеристик, продуктивності та комфорту; Автозвук — новини та тести автомобільних аудіосистем, поради щодо вибору та встановлення; Автомайданчик — рекомендації щодо вибору, купівлі та продажу автомобілів, а також аналіз поточних пропозицій на ринку; Автоохорона - системи безпеки автомобілів, включаючи сигналізації та технології захисту від угону, а також інтерв'ю з юристами та співробітниками ДАІ про правові аспекти та заходи безпеки; Автозапчастини — інформація про запчастини, аксесуари та технології, пов'язані з ремонтом та обслуговуванням автомобілів; Автоісторія - ретроспективні огляди автомобілів та історичні події, що вплинули на розвиток автомобільної культури; Автоперегони - висвітлення подій автоспорту, включаючи гонки, чемпіонати та технічні аспекти гоночних автомобілів.
Тривалість одного випуску – варіювалася від 23 до 25 хвилин залежно від змісту.

## Географія та періодичність виходу
Програма AutoNews почала виходити в ефір у місті Харкові, а потім розширила свою географію, почавши транслюватись у Полтаві та Полтавській області. Після підписання договору про співавторство з ТРК «Україна» програма була доступна в Донецьку та Луганську, а пізніше охопила всю Україну.
- Регіональна версія програми транслювалася на телеканалі «Simon» у Харкові по неділях із повтором у четвер. Також вона виходила на регіональних каналах, таких як «7 канал», «АТН», «Горизонт» та  «Фора».

- Загальнонаціональна версія програми виходила на ТРК «Україна» о 20:00 у неділю, з повтором у понеділок о 07:30. У створенні цієї версії брали участь харківська та донецька редакції за договором про співавторство між Ігорем Кравцовим та ТРК Україна. Ігор Кравцов очолював харківську редакцію, а Інна Кравцова – донецьку.

## Ведучі
У різні роки ведучими програми AutoNews були Ігор Кравцов, Інна Кравцова, Євген Ілюхін, Володимир Чмутов та Світлана Доманова. Усі вони брали участь у підготовці та подачі сюжетів, інтерв'ю та рубрик, а також формували загальний стиль та подачу програми. Ігор Кравцов також є автором та ідейним натхненником проекту, а Інна Кравцова – співавтором загальнонаціональної версії та керівником донецької редакції.

## Популярність та визнання
Протягом дев'яти років програма успішно виходила в ефірі телеканалу «Україна» під брендом AutoNews, зарекомендувавши себе як одна з найпопулярніших автомобільних програм у країні. Згідно з дослідженням компанії GfK-Ukraine, AutoNews на ТРК «Україна» навіть посідала перше місце у рейтингу автомобільних телепередач у 2006 році.
Додаткове підтвердження популярності програми міститься у матеріалах аналітичної публікації порталу AutoDealer.ua . За результатами осіннього рейтингу телепередач, проведеного дослідницькою компанією GfK-USM, програма AutoNews здобула найвищий середній рейтинг серед усіх автомобільних програм українського телебачення – 0,674. Друге місце посіла програма "Парк Автомобільного Періоду" на ICTV (рейтинг 0,527), третє - передача "Екіпаж" на УТ-1 (рейтинг 0,465). Також у рейтинг увійшли такі проекти, як «300 сек/год» (ICTV), «Drive» та «Автопілот новини» (5 канал).
Дослідження проводилися з урахуванням лише прем'єрних показів програм, без повторів. Методологія включала аналіз структури аудиторії глядачів, часу перегляду, а також факторів вибору телепередачі.

## Нагороди
Редакція програми представляла Україну на міжнародних автомобільних тестах, акредитована на виставці SIA (Київ), а також двічі ставала лауреатом міжнародної виставки «Слов'янський Базар» (1998–1999 рр.). Програма регулярно висвітлювала чемпіонати України з автоспорту (ралі, крос, шосейно-кільцеві перегони) та проводила глядацькі вікторини.
Серед партнерів у різні роки були телепрограми «Поїхали» (ТК «ТЕТ», Київ), «Автостиль» (СТБ, Київ), радіожурнал «Авто-PRO» та рекламне агентство «ТРІК» (Дніпропетровськ).

## Виноски
1. ↑  Торговельну марку AutoNews було офіційно зареєстровано 17 січня 2005 року в Укрпатенті (Україна), що підтверджується № 46456, опублікованим у бюлетені № 1/2005.
2. ↑  За результатами осіннього рейтингу популярності автомобільних програм , на  Українському телебаченні. Дані компанії GfK-USM. Статья на сайте AutoDealer.ua (28 декабря 2006).

## Зовнішні посилання
- Офіційний сайт AutoNews (архів)
- Випуск AutoNews на ТРК Україна (YouTube)
- Точка отсчета - Харьков. «Car & Music в Украине», (Січень-лютий 2003). Дата звернення: 29 квітня 2025 року.
- На пути к совершенству. «АвтоФотоПродажа» (2003 рік). Дата звернення: 29 квітня 2025 року.
- 231 лошадь Игоря Кравцова. «В-52», №10 (Жовтень 2003). Дата звернення: 29 квітня 2025 року.